# Діброва (Каховський район)
Дібро́ва —  село в Україні, у Зеленопідській селищній громаді Каховського району Херсонської області. Населення становить 122 осіб.
Засновано у 1838 році. Стара назва — Царине.

## Історія
12 червня 2020 року, відповідно до Розпорядження Кабінету Міністрів України № 726-р «Про визначення адміністративних центрів та затвердження територій територіальних громад Херсонської області», увійшло до складу Зеленопідської сільської громади.
17 липня 2020 року, в результаті адміністративно-територіальної реформи увійшло до складу новоутвореного Каховського району.
У лютому 2022 року село тимчасово окуповане російськими військами під час російсько-української війни.

## Населення

### Мова
Розподіл населення за рідною мовою за даними перепису 2001 року:
| Мова       | Кількість | Відсоток |
| ---------- | --------- | -------- |
| українська | 113       | 92.62%   |
| російська  | 8         | 6.56%    |
| румунська  | 1         | 0.82%    |
| Усього     | 122       | 100%     |